# Palythoa incerta
Palythoa incerta är en korallart som beskrevs av author unknown. Palythoa incerta ingår i släktet Palythoa och familjen Zoanthidae. Inga underarter finns listade i Catalogue of Life.